# مجموعة كانو
تعتبر مجموعة يوسف بن أحمد كانو، والتي تأسست عام 1890 من أكبر الشركات العائلية متعددة الجنسيات في الشرق الأوسط. و تمتلك المجموعة محفظة من الأعمال التجارية والشراكات الإستراتيجية ولها مكاتب في الشرق الأوسط وشمال أفريقيا وأوروبا وآسيا. و يعمل فيها مايزيد عن 4000 موظف في قطاعات مختلفة.
أعمال المجموعة تشمل قطاعات الإستثمار و الطاقة و الصناعة و السفريات و الملاحة و اللوجستيات و العقارات.

## التاريخ
بدأت مجموعة يوسف بن أحمد كانو كمؤسسة تجارية صغيرة في مجال التجارة والملاحة في البحرين عام 1890. الآن تمتلك المجموعة نشاطات تجارية متنوعة في منطقة الخليج وتحديداً في مملكة البحرين والمملكة العربية السعودية ودولة الإمارات العربية المتحدة وعمان واليمن وقطر. كما يتواجد نشاطها التجاري في جمهورية مصر العربية وجنوب أفريقيا والمملكة المتحدة وفرنسا والهند.
تعتبر المجموعة من الأسماء التجارية الموثوق بها حيث أكد جلالة الملك حمد بن عيسى آل خليفة، ملك البحرين أنها تساهم في نمو و تنمية الاقتصاد.

## المجموعات التجارية
تتكون مجموعة يوسف بن أحمد كانو من المجموعات التجارية التالية:

### كانو كابيتال (للإستثمار)
تدير كانو كابيتال إستثمارات المجموعة ويشرف عليها مدراء إستثمار متخصصين و مؤهلين لإدارة محفظة مالية كبيرة و متنوعة.

### الصناعة و الطاقة
أكبر قطاعات مجموعة يوسف بن أحمد كانو هو قطاع الصناعة والطاقة الذي تمت إعادة هيكلته في عام 2018 . حيث تحول هذا القطاع إلى عدة أقسام وهي: قسم مشاريع الهندسة الصغيرة والمتوسطة و قسم الشراء والبناء و قسم التصنيع والبناء و قسم الصيانة والتشغيل و قسم المصانع والآليات و قسم الحفر والكيماويات. و يمثل هذا القطاع علامات تجارية عالمية مثل هايستر و بيركنز و بوبكات.
أبرز عملاء قطاع الصناعة والطاقة في مجموعة يوسف بن أحمد كانو هي أرامكو السعودية و سابك و معادن و شركة أبوظبي للبترول وأدنوك الإماراتية وبابكو البحرين. ويوجد 15 فرع لهذا القطاع في السعودية و الإمارات و البحرين و عمان و قطر.

### سفريات كانو
تأسست سفريات كانو في أواخر 1930 وكانت أول شركة سفريات في منطقة الخليج العربي تنضم إلى IATA. تطورت أعمال سفريات كانو لتصبح أكبر شركة متخصصة في السفر في الشرق الأوسط بحيث توظف أكثر من 900 موظف متخصص في مجال السفر و تشغل 70 موقع ل IATA.
كما تمثل سفريات كانو شركة أمريكان إكسبرس أكبر شركة في العالم متخصصة في إدارة السفر وذلك في البحرين و السعودية ولديها حقوق امتياز مع نفس الشركة في منطقة شمال أفريقيا و الشام و العراق و دول وسط آسيا.

### الملاحة و اللوجستيات

#### كانو للملاحة
كانو للملاحة تعمل في 20 دولة و توفر للزبائن خدمات إقليمية و عالمية حسب الطلب. حالياً تساعد في تقديم خدماتها إلى 17000 طلب سنوياً من خلال شبكة تغطي كل الموانيء من قناة السويس إلى سيريلانكا بالإضافة إلى شرق أفريقيا و جنوب أفريقيا.
كما تمتلك مكاتب و شراكات في شبه الجزيرة العربية و مصر و جنوب أفريقيا. و شبكتها الإقليمية تعمل من خلال شراكات و إتفاقيات في كل من الأردن و لبنان و باكستان و الهند و سيريلانكا و سيشل و كينيا و تنزانيا و موزمبيق.

#### كانو للوجستيات
كانو للوجستيات تحظى بثقة العملاء في منطقة الخليج العربي حيث تنقل البضائع بدقة متناهية و كفاءة عالية حول العالم. و تعمل الشركة في السعودية و البحرين و الإمارات تحديداً منطقة جبل علي في دبي و كذلك أبوظبي و عمان و قطر.

### كانو للتطوير العقاري
تدير كانو للتطوير العقاري محفظة من العقارات السكنية و التجارية و الصناعية في مناطق معروفة في البحرين و الإمارات و السعودية. و يشمل عمل الشركة تطوير المشاريع و إدارتها و إدارة الأصول.

## الشراكات و الأعمال الأخرى
تشمل الشراكات و الأعمال الأخرى العديد من الأسماء المعروفة مثل أكسا للتأمين و ميرسيك و باسف و جونسون عربية و أكزو نوبل و شركة خدمات مطار البحرين و بنك البحرين الوطني و مجموعة فنادق الخليج و شركة البحرين لإصلاح السفن والهندسة و لارسون و توبرو.

## الجوائز
2000 : أول شركة إدارة سفريات تحصل على شهادة   ISO 9001:2000
2006: قطاع كانو للنفط و الغاز يفوز بجائزة الشيخ خليفة للامتياز - الإمارات
2006: تفوز مجموعة كانو بجائزة دبي للجودة التقديرية
2007: أفضل شركة سفريات في الشرق الأوسط  مقدمة من  World Travel Awards
2009: جائزة الشيخ خليفة للامتياز في قطاع السفر و السياحة.
2009: أفضل وكيل لهايستر خلال السنة - السعودية
2011: جائزة أفضل مبيعات لشركة سفريات عام 2010 – كوريا للطيران
2012: أول شركة سفريات (سفريات كانو) تفوز بجائزة محمد بن راشد آل مكتوم مقدمة من غرفة تجارة و صناعة دبي.
2016: مجموعة يوسف بن أحمد كانو تفوز بجائزة البحرين في الخدمة الاجتماعية للمؤسسات